# Tàng thư Akasha
Tàng thư Akasha (tiếng Anh: Akashic records) theo thông thiên học và nhân trí học thì đây là một kho lưu trữ tất cả các sự kiện, suy nghĩ, lời nói, cảm xúc và ý định phổ quát từng xảy ra trong quá khứ, hiện tại hoặc tương lai đối với tất cả các thực thể và dạng sống, không chỉ con người. Các nhà thông thiên học tin rằng chúng được mã hóa trong một cõi giới tồn tại phi vật chất được gọi là cõi linh giới. Vì người ta tin rằng các bản ghi chép đều được mã hóa rung động vào kết cấu vốn có của không gian, nên một số người đã ví cơ chế này tương tự như cách tạo ra toàn ảnh ba chiều. Hiện tại không có bằng chứng khoa học nào cho sự tồn tại của tàng thư Akasha và nghiên cứu khoa học nghiêm ngặt trong lĩnh vực này không đưa lại kết quả khả quan nào.
Akasha (ākāśa आकाश) là từ tiếng Phạn có nghĩa là "aether", "bầu trời" hoặc "khí quyển".

## Lịch sử

### Hội Thông thiên học
Thuật ngữ tiếng Phạn akasha được đưa vào ngôn ngữ thông thiên học là nhờ Helena Blavatsky (1831–1891), người đã mô tả nó như một loại sinh lực; bà ấy cũng đề cập đến "những viên tinh thể ánh sáng không thể phá hủy" ghi lại cả quá khứ và tương lai suy nghĩ và hành động của con người, nhưng Blavatsky không hề sử dụng thuật ngữ "akasha". 
Khái niệm về tàng thư Akasha được Alfred Percy Sinnett phổ biến rộng rãi hơn trong cuốn sách mang tên Esoteric Buddhism (1883) khi ông trích dẫn cuốn A Buddhist Catechism (1881) của Henry Steel Olcott. Olcott đã viết rằng "Đức Phật đã dạy hai điều là vĩnh cửu, đó là 'Akasa' và 'Niết bàn': mọi thứ đều xuất phát từ Akasa tuân theo quy luật chuyển động vốn có trong đó và qua đi. Không có gì bắt nguồn từ hư vô cả".
Nhờ cuốn Clairvoyance (1899) của C. W. Leadbeater mà sự liên kết giữa thuật ngữ này với ý tưởng được hoàn tất, và ông đã xác định tên gọi của tàng thư Akasha là thứ mà một nhà thấu thị có thể đọc được. 
Trong cuốn Man: Whence, How and Whither năm 1913,  Leadbeater tuyên bố đã ghi lại lịch sử của Atlantis và các nền văn minh khác cũng như xã hội tương lai của Trái Đất vào thế kỷ 28.
Alice A. Bailey đã viết trong cuốn sách Light of the Soul từ bộ The Yoga Sutras of Patanjali – Book 3 – Union achieved and its Results (1927) như sau:
Tàng thư Akasha giống như một cuốn phim ảnh khổng lồ, ghi lại tất cả những ham muốn và trải nghiệm trên Trái Đất của hành tinh chúng ta. Những ai cảm nhận được nó sẽ thấy hình ảnh trên đó: Kinh nghiệm đời sống của mỗi con người kể từ khi bắt đầu, những phản ứng đối với trải nghiệm của toàn bộ thế giới động vật, sự tổng hợp các hình tư tưởng có bản chất nghiệp báo (dựa trên dục vọng) của mỗi cá thể người xuyên suốt thời gian. Chỉ có nhà huyền bí học được huấn luyện mới có thể phân biệt được giữa trải nghiệm thực tế và những hình ảnh cõi trung giới do trí tưởng tượng và ham muốn mãnh liệt tạo ra.

### Rudolf Steiner
Nhà thông thiên học người Áo, và sau này là người sáng lập ngành Nhân trí học, Rudolf Steiner chủ yếu sử dụng khái niệm tàng thư Akasha qua một loạt bài viết đăng trên tạp chí Lucifer-Gnosis của ông từ năm 1904 đến năm 1908, nơi ông viết về Atlantis và Lemuria, các chủ đề liên quan đến lịch sử và nền văn minh của họ. Ngoài ra, ông còn sử dụng thuật ngữ này trong tiêu đề của các bài giảng về Fifth Gospel được tổ chức vào năm 1913 và 1914, ngay sau khi thành lập Hội Nhân trí học và việc Steiner bị loại khỏi Hội Thông thiên học Adyar.

### Số khác
Edgar Cayce tuyên bố mình có thể tiếp cận Tàng thư Akasha.
Nhạc sĩ Prince đã sử dụng khái niệm liên quan đến Tàng thư Akasha như một phương tiện kể chuyện xuyên suốt album The Rainbow Children của mình, nhất là khi đề cập đến lịch sử chế độ nô lệ ở Mỹ.
Nhà thôi miên trị liệu người Mỹ Bruce Goldberg cho rằng: "Chuỗi kiếp sống trần thế của chúng ta chắc chắn không phải là thực tại tối hậu, mà chỉ là một trong nhiều khả năng xác suất. Chính tâm thức của chúng ta là yếu tố đi mãi qua mỗi kiếp tái sinh của chúng ta. Nó có ký ức của tất cả kiếp sống của chúng ta trong quá khứ, hiện tại và tương lai, bằng cách truy cập vào một khái niệm gọi là đại Tàng thư Akasha. Tàng thư này là dữ liệu ở chiều thứ năm trong vòng luân hồi hay nhân quả của chúng ta. Ngoài ra, tất cả các bài học và hành vi được lưu trong Tàng thư Akasha của mỗi linh thể, và được dùng để xác định mỗi kiếp sống mới".
Tác giả người Nga Anna Marianis thì diễn tả khái niệm này như sau: "Còn một 'nơi cư trú' của nghiệp nữa, ngoài hào quang của con người, đó là không gian cõi Tâm linh. Ở đó có một lớp vật chất vi tế đặc biệt mà triết học Ấn Độ gọi là Akasha, lưu giữ mọi thông tin về tất cả những gì đã từng xảy ra ở tất cả các cõi sống, bao gồm cả cõi Trần thế. Lớp không gian này, giống như một cuốn phim đầy cảm xúc, nắm bắt tất cả  các chi tiết trong đời sống tự nhiên và xã hội, tất cả các ngôn từ, hành động và thậm chí cả suy nghĩ của con người".